# José Calderón (football)
José de Jesus Calderón Frias (né le 14 août 1985 à Panama au Panama) est un footballeur international panaméen, jouant au poste de gardien de but au CSD Xelajú.

## Biographie

### Parcours en sélection
Avec l'équipe du Panama, il joue 27 matchs depuis 2005.
Il figure dans le groupe des sélectionnés lors des Gold Cup de 2005, de 2007 et de 2009. Il atteint la finale de cette compétition en 2005, en étant battu par les États-Unis.
Il fait partie de la liste des vingt-trois joueurs panaméens sélectionnés pour disputer la Coupe du monde de 2018 en Russie, la première de l'histoire du Panama. Néanmoins, il ne dispute aucune rencontre dans le tournoi.

## Palmarès
Panama
- Gold Cup :
  - Finaliste : 2005.